# Groupe Louis Delhaize
Ne doit pas être confondu avec un autre groupe de distribution belge également originaire de Charleroi, le Groupe Delhaize
Pour les articles homonymes, voir Delhaize (homonymie).
 (octobre 2024).
Si vous disposez d'ouvrages ou d'articles de référence ou si vous connaissez des sites web de qualité traitant du thème abordé ici, merci de compléter l'article en donnant les références utiles à sa vérifiabilité et en les liant à la section « Notes et références ».
Le groupe Louis Delhaize est une société de distribution belge de commerce alimentaire et d'enseignes de jardineries, comme les Jardineries Truffaut, en Belgique, en France et au Luxembourg et au travers de franchises en Hongrie et en Roumanie.

## Histoire
Dès 1867, Jacques Delhaize, négociant en vin à Charleroi (Belgique), invente le principe du succursalisme. Chacun de ses trois fils a monté son affaire. Deux d'entre eux se sont regroupés pour fonder une autre entreprise de distribution prenant le nom de Delhaize ou Delhaize Lion. Louis Delhaize continua seul pour fonder le groupe actuel en 1875.
Au début du XXe siècle, leurs descendants, Georges et René Delhaize, s'installent dans le nord et l'est de la France. Le premier crée les Docks du Nord à Lille. Le second achète Sanal à Nancy et Sadal à Strasbourg.
En 1929, André Bouriez, un des neveux des frères Delhaize, entre à la Sanal à Nancy.
En 1965, André Bouriez rapproche les réseaux Mielle, Sanal, Sadal et Docks du Nord. En septembre 1966, le premier hypermarché Cora ouvre, c'est un ancien franchisé par Carrefour à Garges les Gonesse.
En 1975, Philippe Bouriez devient président du groupe. En 1979, le premier magasin de bricolage ouvre à Chatelineau sous le nom de Bricoman. En 1990, l'enseigne Truffaut rejoint le groupe.
En 1990, la S.A. Delitraiteur est constituée. Quatorze points de vente sont ouverts entre 1990 et 1992 sous l’enseigne « Louis Delhaize Traiteur Shopping », principalement en Brabant wallon, en Brabant flamand, à et autour de Bruxelles.
En 1994, les magasins Bricoman sont revendus au groupe Leroy Merlin. En 1998, l'enseigne Animalis ouvre ses deux premiers magasins à Orgeval (78) et Éragny (95).
Le 1er janvier 2015, Cora et Match, appartenant au groupe Louis Delhaize, mettent en œuvre un partenariat à l'achat avec la centrale d'achat du groupe Carrefour, portant sur une centaine de fournisseurs alimentaires et non-alimentaires, mais excluant les PME, les produits frais traditionnels et filières, ainsi que les marques de distributeur.
Le 26 novembre 2020, le groupe annonce la cession des animaleries Animalis au groupe Emefin.
Le 23 février 2022, le groupe Louis Delhaize annonce la rénovation de tout le parc des enseignes Match et Smatch en Belgique, prévu entre 2022 et 2025, et la suppression progressive des enseignes au profit de Louis Delhaize pour Smatch et Louis Delhaize Open Market pour Match.
Le 12 juillet 2023, Alexandre Bompard, PDG du groupe Carrefour, annonce le rachat au groupe Louis Delhaize de 60 hypermarchés Cora et 115 supermarchés Match en France. Quelques jours plus tard, le groupe Louis Delhaize annonce le rachat des supermarchés Cora, Match et Smatch au Luxembourg par E.Leclerc.
Le 21 septembre 2023, Colruyt Group a conclu un accord avec les filiales Match et Profi du groupe Louis Delhaize pour l'acquisition de 28 magasins Match et 29 magasins Smatch en Belgique. Ces 57 points de vente emploient 1 069 personnes et ont généré un chiffre d'affaires d'environ 300 millions d'euros en 2022.
Le 23 octobre 2024, le groupe Louis Delhaize a annoncé la cession de la chaîne de magasins Delitraiteur a Colruyt Group. Delitraiteur, spécialisé dans les repas prêts à consommer et à emporter, compte 40 magasins en Belgique et un au Luxembourg, dont la majorité est exploitée par des entrepreneurs indépendants . 
Cette acquisition s'inscrit dans la stratégie de Colruyt Group visant à renforcer son offre en matière de commodité et de repas pratiques et sains, en réponse à une demande croissante des consommateurs pour ce type de produits[non neutre].
Le 13 janvier 2025, Delhaize annonce la reprise des 325 magasins Louis Delhaize. Cette acquisition, qui inclut la quasi-totalité des actifs du groupe Louis Delhaize. L'entreprise estime que cet achat lui permettra de renforcer sa présence sur le marché belge, notamment dans le segment des magasins de convenance. L'accord prévoit également le maintien de l'équipe de direction et des collaborateurs de Delfood. Par ailleurs, les 26 magasins intégrés restants seront vendus à des exploitants indépendants d'ici la fin de l'année 2025, lorsque le changement de contrôle sera effectif, sous réserve de l'approbation de l'Autorité de la Concurrence

## Les enseignes du groupe

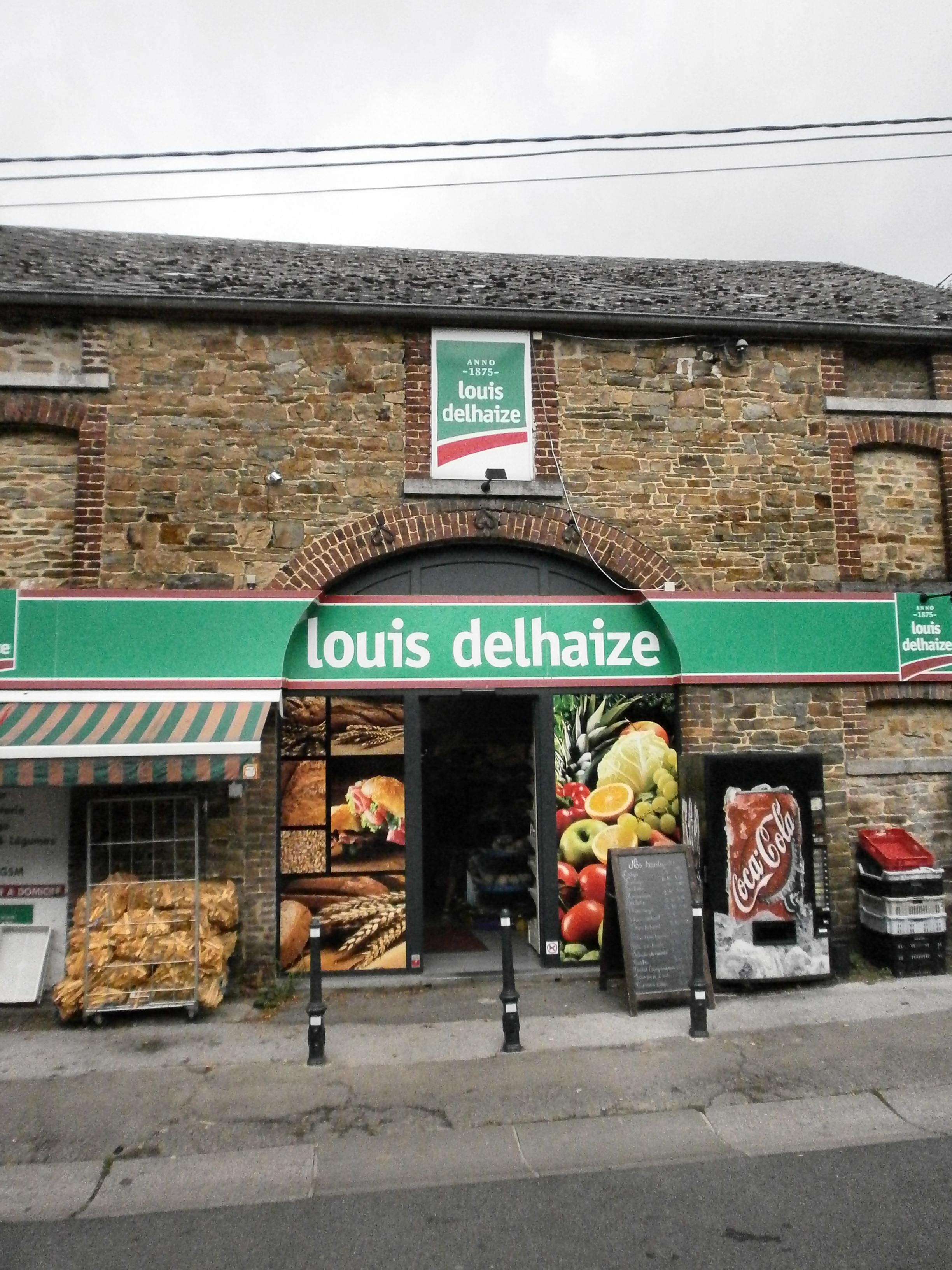
Un magasin Louis Delhaize à Hamois.

Le groupe Louis Delhaize a pour filiales des sociétés développant les enseignes suivantes :
- Albinuta (supermarché)

- Ecomax (hard-discount)
- Garden & Leisure (jardinerie)
- Les Délices de mon moulin (boulangerie)
- Louis Delhaize (épicerie)
- Truffaut (jardinerie)
- Cora (grande distribution)

## Anciennes enseignes du groupe
- Match (supermarché)[11]
- Smatch (supermarché)[11]
- Delitraiteur[10]
- Cora en France et au Luxembourg
- Houra.fr (cybermarché)[13]

## Dirigeants
Les dirigeants du groupe sont Pierre et François Bouriez.